# Sección de Tenis del Real Madrid Club de Fútbol
La sección deportiva de tenis del Real Madrid Club de Fútbol, pese a ser una de las secciones deportivas más exitosas, en la actualidad permanece extinta.

## Historia
Cuando en la década de los sesenta Manolo Santana fichó por el Real Madrid, tuvieron lugar los mayores logros de esta sección. Sin duda, uno de los deportistas más emblemáticos de este deporte, quien consiguió algunos de los éxitos más importantes de su carrera bajo el pabellón madridista. Su carrera deportiva estuvo unida al Real Madrid hasta principios de la década de los setenta conquistando diversos trofeos. Durante el inicio en la década de los 60 se proclamó campeón de España y del Conde de Godó. En la segunda, iniciada el 11 de noviembre de 1965, levantó la Copa Wimbledon (1 de julio de 1966), además de reeditar el título de campeón de España. Su carrera estuvo unida al Real Madrid hasta principios de la década de los 70.
El tenis siempre ha sido una de las secciones más destacadas del madridismo, en especial en el apartado amateur destacando la función social de las pistas con las que cuenta la "Ciudad Deportiva", aunque en la actualidad la sección permanece extinta, tras ir disolviéndose paulatinamente en la década de los 90 del siglo XX.

## Palmarés

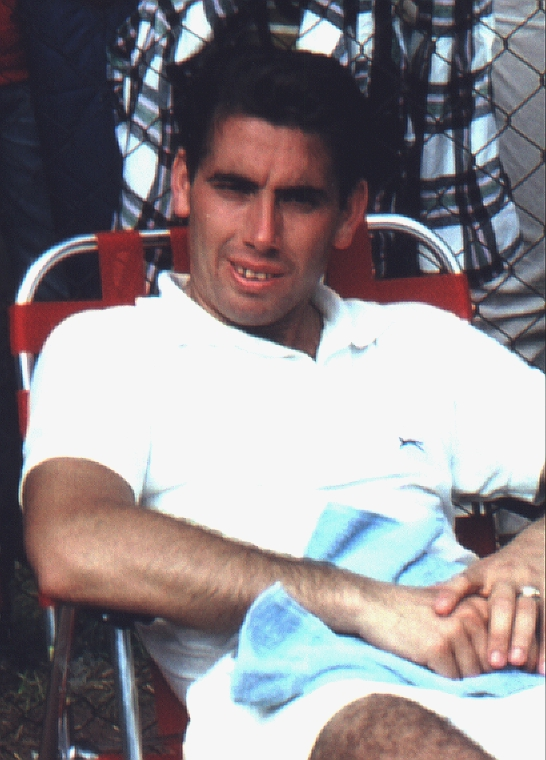
Manuel Santana (1964)

- 1 Campeonato de Wimbledon

Manolo Santana (1966).
- 2 Torneo Conde de Godó

Manolo Santana (1962, 1970).
- 2 Campeonato de España

Manolo Santana (1968, 1969).
- 2 Top-10

Manolo Santana (1966, 1967).
- 1 Número.1 del Mundo

Manolo Santana (1966).
- Otros 25 Títulos[4][5]